# Stránice
Stránice jsou městská čtvrť západně od centra statutárního města Brna. Její katastrální území má rozlohu 0,93 km². Většina území pozdějších Stránic byla k Brnu připojena v roce 1850. Stránice jsou od 24. listopadu 1990 součástí samosprávné městské části Brno-střed. Žije zde přibližně 4800 obyvatel.
Vymezení Stránic se v podstatě kryje s územím Masarykovy čtvrti.

## Charakteristika
Celé území Stránic, nacházející se na svazích Žlutého kopce a Kraví hory, je pokryto téměř výlučně kvalitní rodinnou a činžovní zástavbou s řadou vil, často obklopenou menšími zahradami. Hranice katastru Stránic je vymezena takto: východní hranici tvoří ulice Úvoz, poté se stáčí k severozápadu a vede ulicemi Údolní, náměstím Míru a Krondlovou, dále se stáčí jihozápadním směrem do Foustkovy ulice, pokračuje dál po okraji Wilsonova lesa, a pak se stáčí k jihovýchodu do Preslovy ulice, pokračuje dál k východu ulicemi Lipovou a Tvrdého.

## Obyvatelstvo
| 1970  | 1980  | 1991  | 2001  | 2011  | 2021  |
| ----- | ----- | ----- | ----- | ----- | ----- |
| 5 691 | 5 552 | 5 508 | 4 896 | 4 801 | 4 552 |

## Historický přehled
Většina katastru čtvrti byla k Brnu připojena 6. července 1850 jako součást tehdejšího katastrálního území Křížová, zatímco západní okrajová část (patřící dříve ke katastrálnímu území Žabovřesky) 16. dubna 1919. Celé území čtvrti bylo až do 60. let 18. století bez jakékoliv zástavby. Novodobá stavební činnost zde započala až v 90. letech 19. století, před rokem 1918 zde začala vznikat úřednická čtvrť, později nazvaná Masarykova čtvrť. Až do rozsáhlých katastrálních úprav Brna, provedených v rámci reambulace, ve druhé polovině 60. let 20. století byly pozemky současných Stránic součástí obou výše zmíněných katastrálních území, přičemž v letech 1927 a 1939 zde došlo ke dvojí úpravě hranice mezi oběma katastry. Teprve při zmíněné reambulaci došlo k vytvoření nového katastrálního území Stránice, jehož název byl vybrán přiléhavě podle příkrých strání, lemujících na mnoha místech jeho hranice.